# Boschi di mopane angolani
I boschi di mopane angolani sono un'ecoregione dell'ecozona afrotropicale, definita dal WWF (codice ecoregione: AT0702), che si estende attraverso l'Africa australe, tra Angola e Namibia.

## Territorio
È un'ecoregione di savana che occupa una superficie di 133.500 km² nel sud dell'Angola e nel nord della Namibia, all'estremità occidentale dell'altopiano dell'Africa centrale. Circonda completamente l'ecoregione denominata praterie alofile dell'Etosha Pan, nel nord della Namibia. Confina a nord con i boschi di miombo angolani e il mosaico montano di foreste-praterie dell'Angola, a nord-est con i boschi di Baikiaea dello Zambesi, a est con i boschi di Acacia-Baikiaea del Kalahari, a sud-est con la savana xerofila del Kalahari e ad ovest con la savana alberata della Namibia. Il terreno è pianeggiante, maggiormente elevato nel settore meridionale, dove raggiunge i 1857 m con l'altopiano del Waterberg. L'ecoregione è contornata a nord, ovest e sud-ovest da terreni montuosi. Le precipitazioni annue medie variano tra 400 mm (ad ovest) e 600 mm (ad est), e sono concentrate nei mesi estivi, tra agosto e aprile, soprattutto in febbraio. Anche le temperature medie aumentano da ovest ad est, con massime di 24-30 °C e minime di 9-12 °C. Il Cunene è l'unico fiume che scorre permanentemente nella regione. Altrettanto importante è il bacino del Cuvelai, un'area di 700 km² nel nord della Namibia formata da canali intermittenti paralleli e superficiali, chiamati oshanas, che durante le piene riempiono il lago Oponono, sorgente del fiume Ekuma.

## Flora

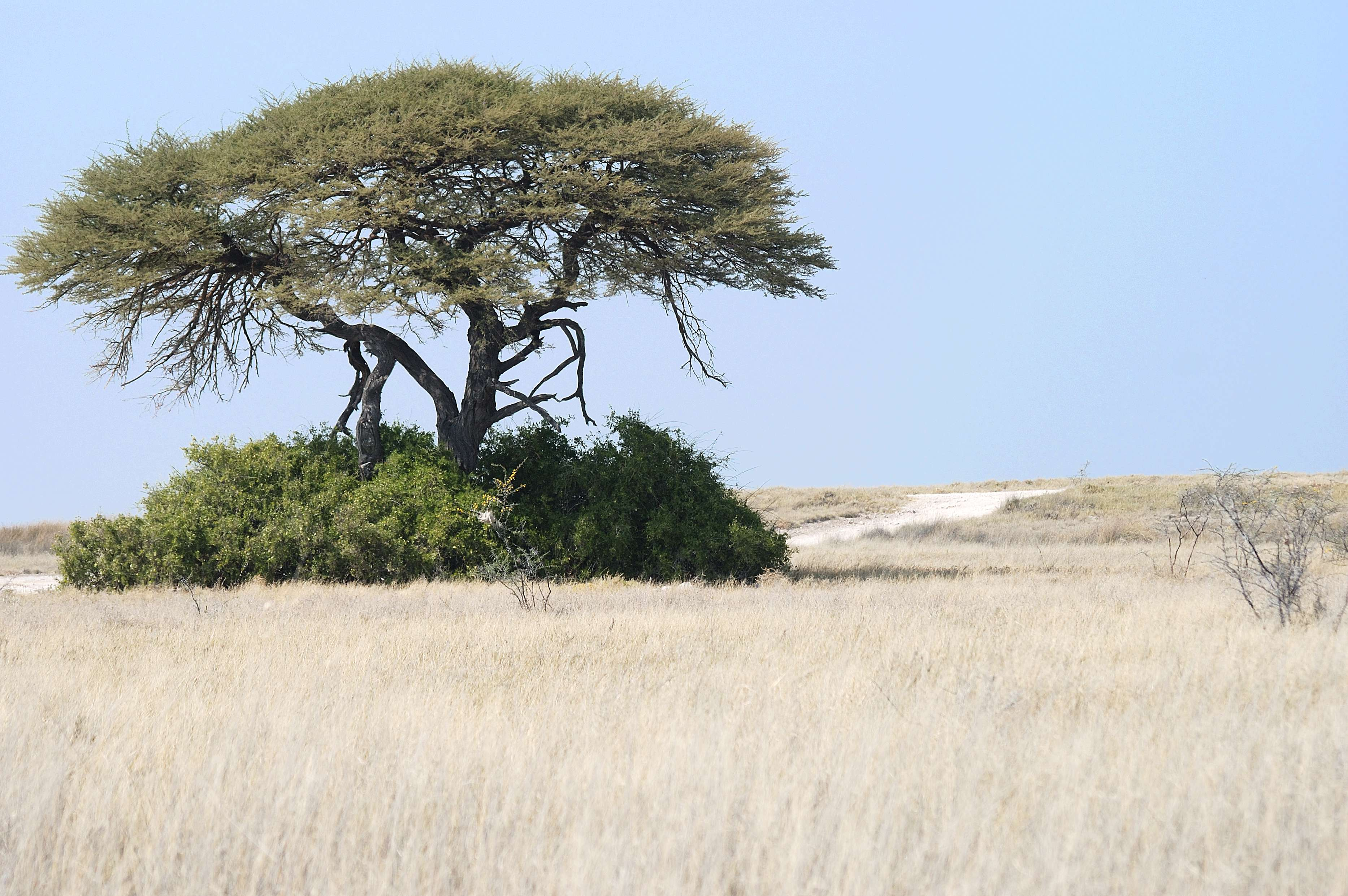
Prateria nel parco nazionale d'Etosha, Namibia

L'albero che dà il nome alla regione, il mopane (Colophospermum mopane), è il più rappresentativo di questa savana. Si presenta in forma arbustiva o arborea a seconda delle condizioni locali. In Angola, predomina la savana arbustiva spinosa di mopane associato ad altri alberi, come acacie (Acacia kirkii, Acacia nilotica, Acacia hebeclada e Acacia erubescens), Flueggea virosa, Spirostachys africana, Terminalia prunioides e T. sericea, Ximenia americana, Jatropha campestris, ecc. In Namibia, al contrario, il mopane raggiunge i sette-dieci metri d'altezza e forma una savana alberata con sottobosco di arbusti.

## Fauna
La fauna è molto ricca, ma gli endemismi sono scarsi. La diversità di mammiferi è elevata; sono presenti la zebra di Burchell (Equus quagga burchellii), lo gnu striato (Connochaetes taurinus), lo springbok (Antidorcas marsupialis), l'elefante di savana (Loxodonta africana), la giraffa (Giraffa giraffa), la zebra di Hartmann (Equus zebra hartmannae), il rinoceronte nero (Diceros bicornis), il gemsbok (Oryx gazella), l'eland (Taurotragus oryx), il kudù maggiore (Tragelaphus strepsiceros), l'antilope roana (Hippotragus equinus), il raficero campestre (Raphicerus campestris), il dik-dik di Kirk (Madoqua kirkii), l'impala (Aepyceros melampus), il leone (Panthera leo), il leopardo (Panthera pardus), il ghepardo (Acinonyx jubatus), la iena maculata (Crocuta crocuta), la iena bruna (Hyaena brunnea), lo sciacallo dalla gualdrappa (Canis mesomelas) e l'otocione (Otocyon megalotis). Il rinoceronte bianco (Ceratotherium simum) è stato reintrodotto recentemente. Sono state registrate 375 specie di uccelli. Tre specie di rettili sono endemiche: il geco Afrogecko ansorgii, il serpente Mopanveldophis zebrinus e la lucertola Pedioplanis rubens; quasi endemico è Psammophylax rhombeatus, un serpente velenoso di oltre un metro di lunghezza. Tra gli anfibi è presente un endemismo: la rana Ptychadena mapacha. Molto alta è anche la diversità degli aracnidi: endemiche sono sette specie di ragni, due di solifugi e due di scorpioni.

## Conservazione
Le boscaglie sono vulnerabili al dissodamento per far spazio all'agricoltura, agli incendi e alla raccolta del legname, mentre le praterie tra gli alberi sono impoverite dal pascolo incontrollato del bestiame. Sul versante angolano sorgono due parchi nazionali, il parco nazionale di Bicauri e il parco nazionale di Mupa, ma la fauna selvatica in questi parchi, così come in tutta la provincia del Cunene, è stata seriamente impoverita dalla guerra civile dell'Angola.
In Namibia, invece, un'enorme riserva di caccia conteneva una gran parte di questa ecoregione, ma negli anni sessanta il parco è stato smantellato per creare terreni per gli insediamenti. Parte della riserva rimane protetta sotto forma del parco nazionale d'Etosha, che include una vasta area di boscaglia di mopane, ma il bracconaggio diffuso e la caccia incontrollata iniziati dopo lo smantellamento della riserva e la guerra di indipendenza della Namibia continuano tuttora ad Etosha e in altre riserve private della Namibia. Nel parco nazionale d'Etosha vi sono state anche epidemie di antrace. Il controllo degli incendi, tuttavia, ha avuto il lato positivo di consentire al parco di riforestarsi, cosa che ha permesso la sopravvivenza di una maggiore popolazione di elefanti.